# Finał Ligi Mistrzów UEFA 2025
Finał Ligi Mistrzów UEFA 2025 – mecz finałowy o Ligę Mistrzów UEFA w sezonie 2024/2025 pomiędzy Paris Saint-Germain F.C. i Interem Mediolan rozegrany 31 maja 2025 roku na Allianz Arena (stadionie Bayernu Monachium). W spotkaniu zwyciężyli piłkarze Paris Saint-Germain F.C. 5:0, ustanawiając rekord najwyższego zwycięstwa w finale Ligi Mistrzów UEFA w historii.

## Mecz[2][1]
| 31 maja 2025 CET | Paris Saint-Germain F.C. · Achraf Hakimi 12' Désiré Doué 20' 63' Chwicza Kwaracchelia 73' Senny Mayulu 86' | 5:02:0 | Inter Mediolan                                                       | Allianz Arena Sędzia: István Kovács |
|                  | kartki: · Désiré Doué 65' Achraf Hakimi 90'                                                                |        | kartki: · Nicola Zalewski 56' Marcus Thuram 69' Francesco Acerbi 71' |                                     |